# Санта-Мария-дель-Сассо (Моркоте)
Церковь Санта-Мария-дель-Сассо (итал. La chiesa di Santa Maria del Sasso — церковь Святой Марии на камне (скале) — римско-католическая церковь, религиозное здание, сочетающее в себе элементы романской и ренессансной архитектуры, расположенное в муниципалитете Моркоте, швейцарском кантоне Тичино на берегу озера Лугано в 10 км от города Лугано.

## История
Здание церкви было построено в XIII веке с видом на Моркоте, но затем в 1462 году было перестроено в новом ренессансном стиле. В 1578 году его снова перестраивали; в южной части был добавлен хор и поэтому ось базилики «север-юг» стала основной. В 1729 году работы были завершены, но в конце XIX века здание было частично реконструировано по проекту, возможно, порученному Гаспаре Фоссати.
В XX веке церковь снова перестраивали: в 1936, между 1948 и 1949 годами (под руководством Чино Кьезы), и между 1967 и 1980 годами. Лестница с 404 ступенями была построена частично в 1732 году, а частично между 1861 и 1863 годами Джакомо Росси.
Другая церковь под тем же названием находится в городке Биббьена в Тоскане.

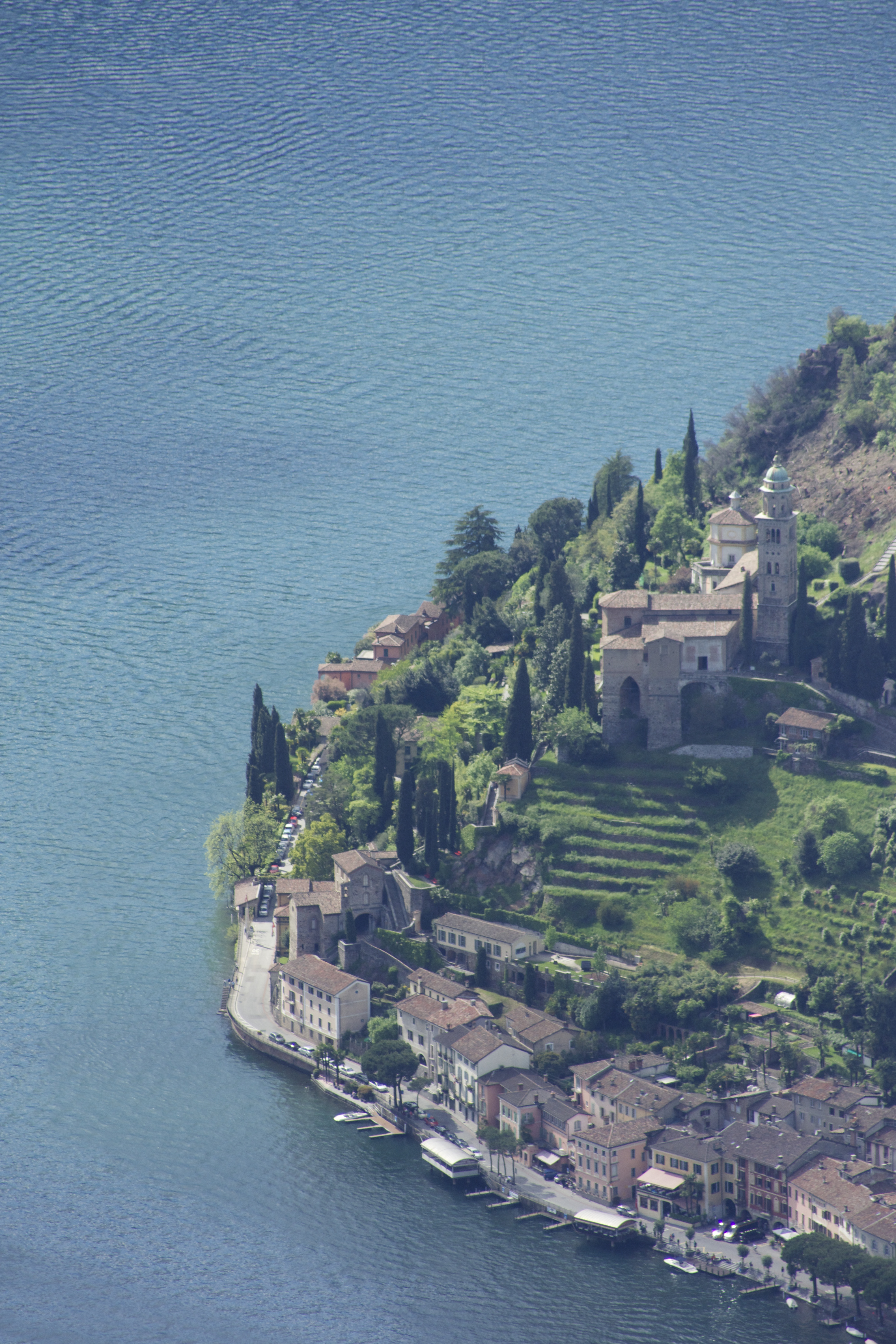
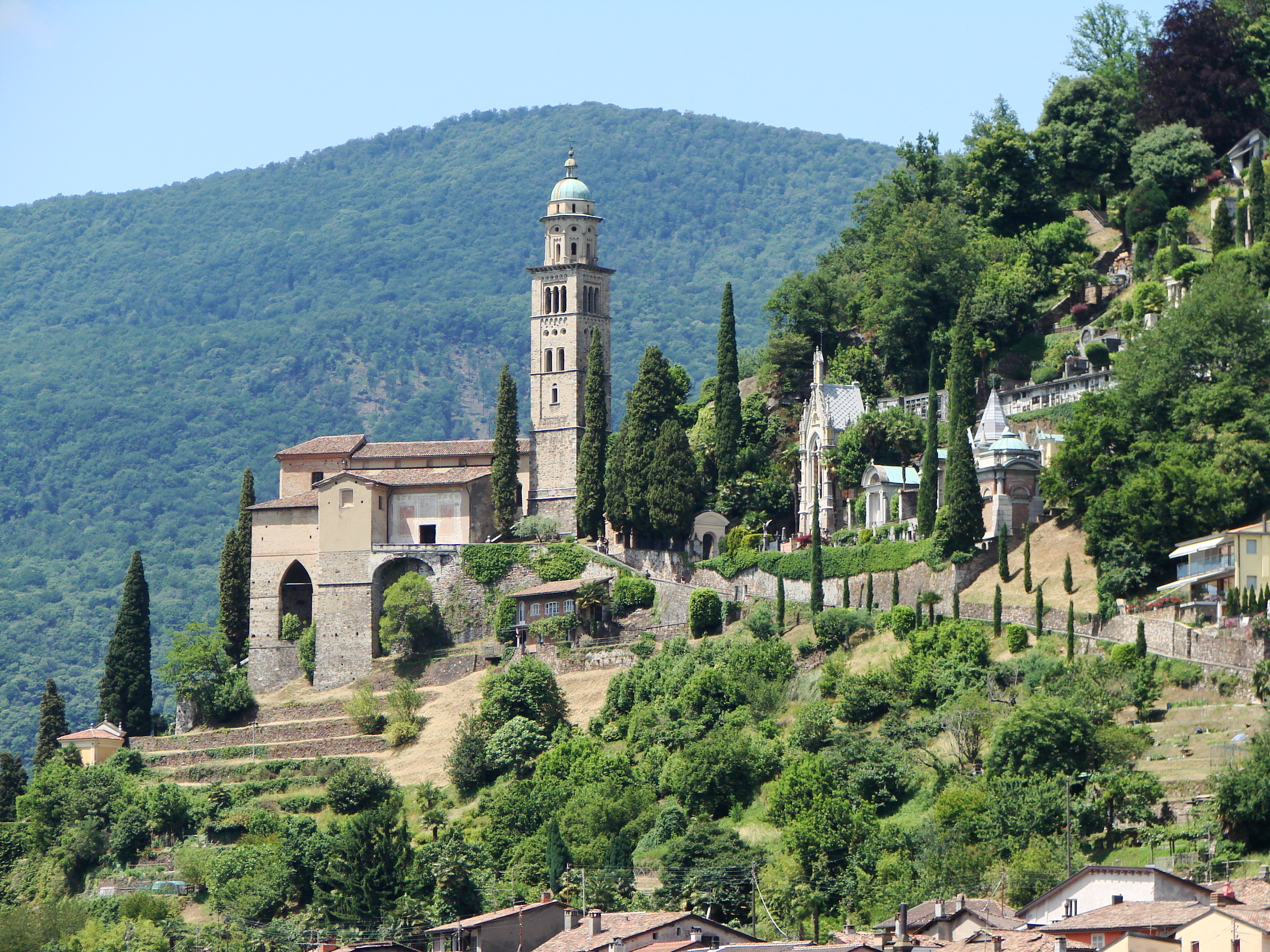
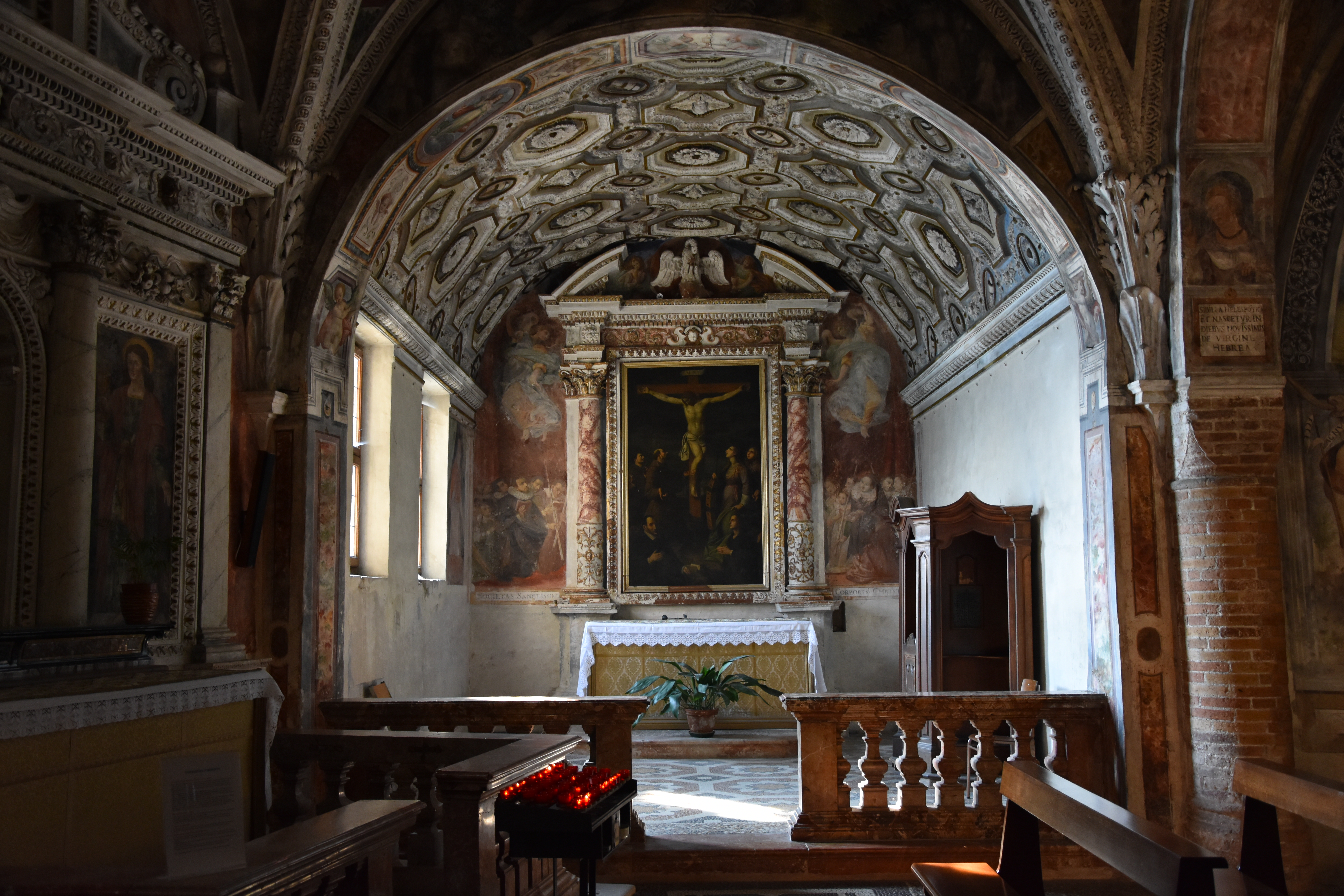
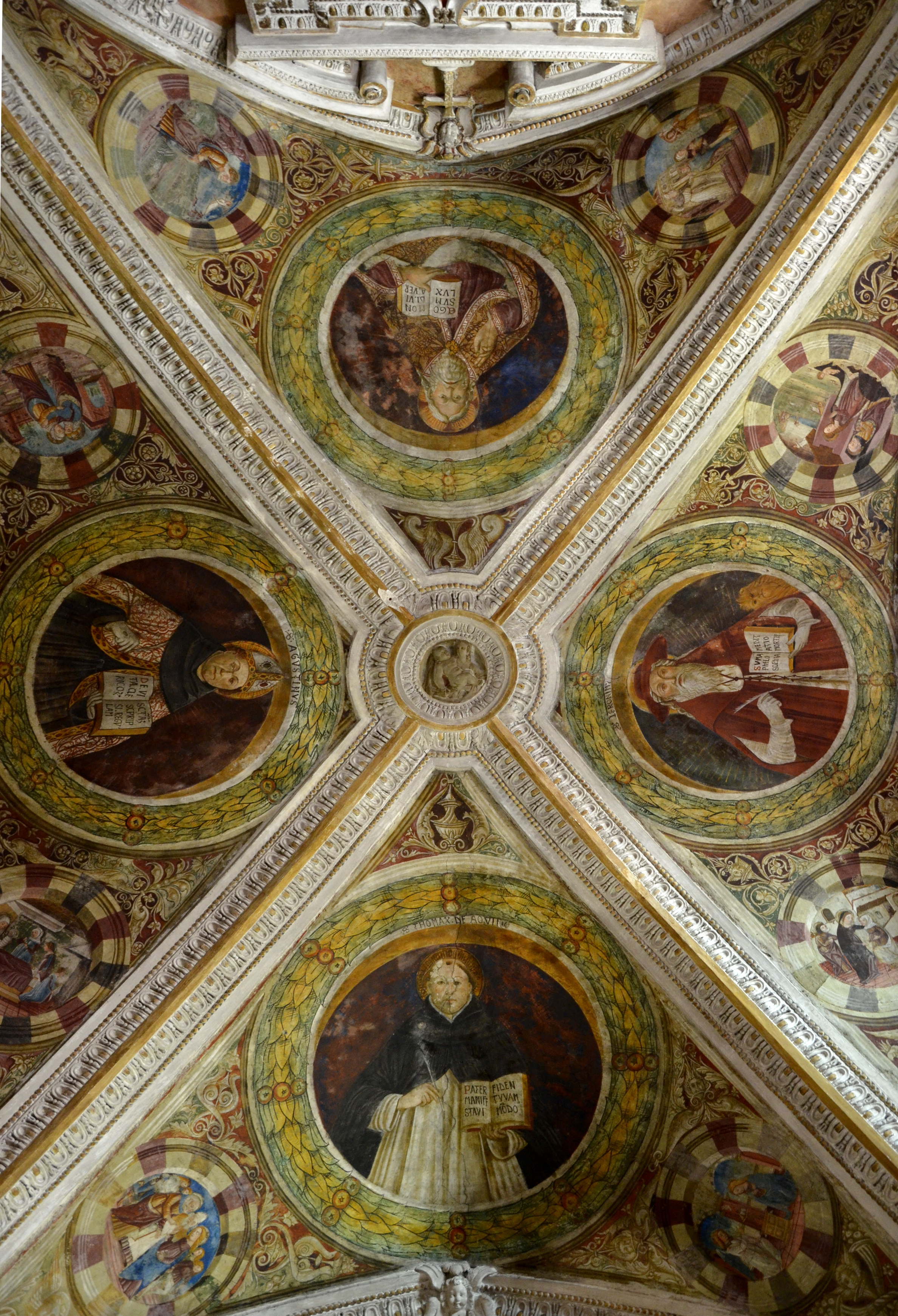
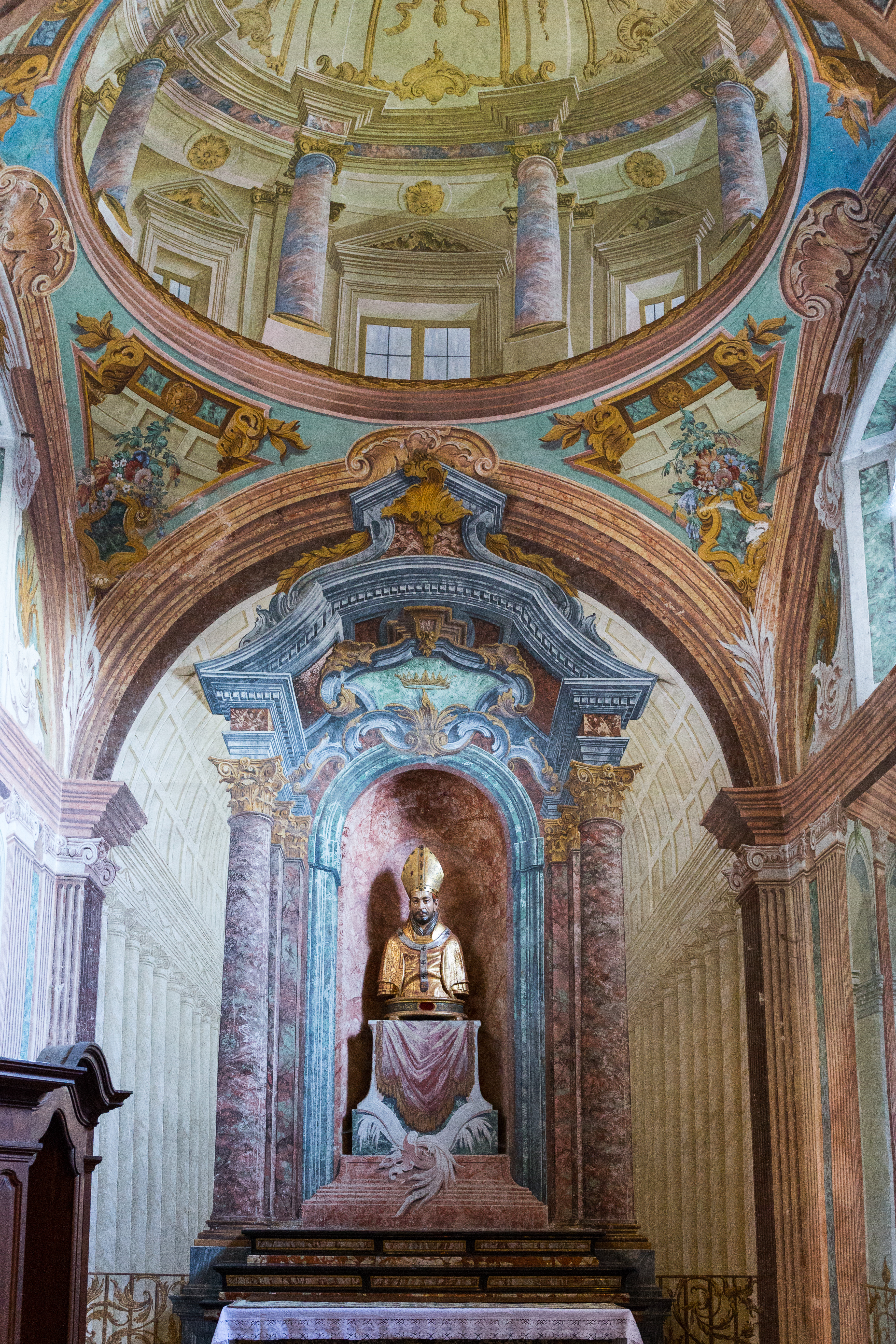
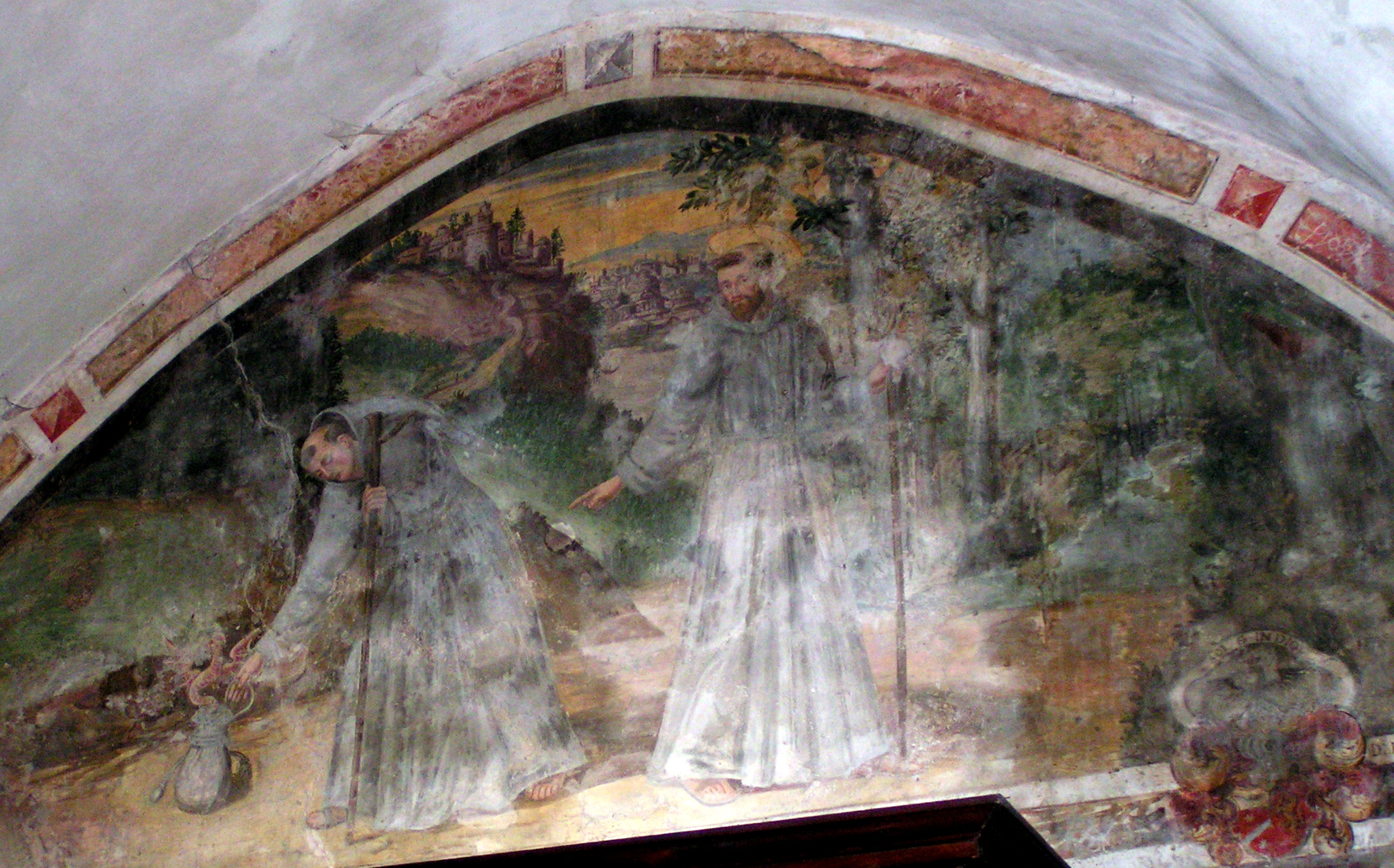
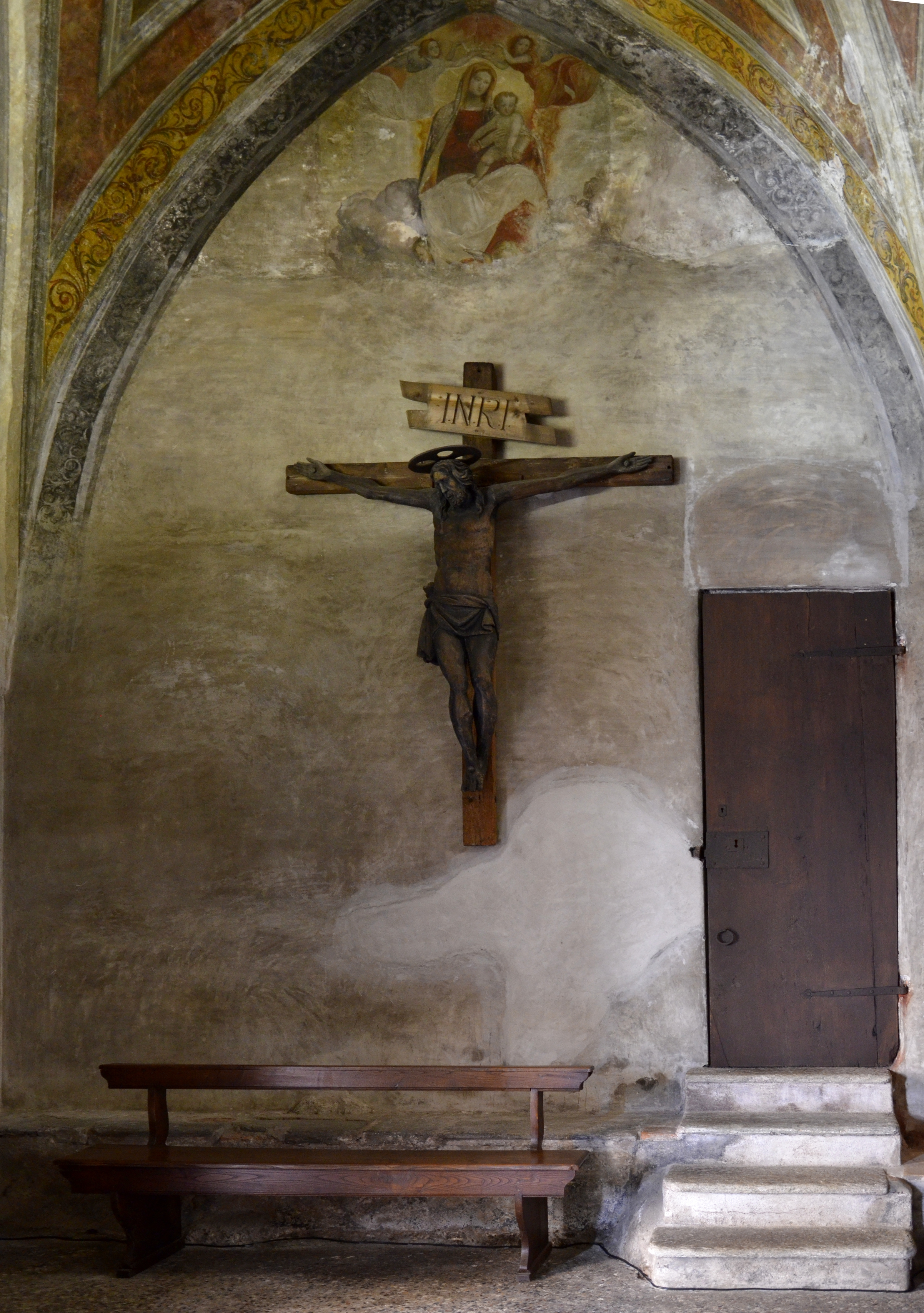